# Neobathiea
Neobathiea é um género botânico pertencente à família das orquídeas (Orchidaceae).